# Любожердье (Лунинецкий район)
Любожердье (бел. Любажэ́рдзе) — деревня в Лунинецком районе Брестской области Беларуси. В составе Дворецкого сельсовета.

## География
В 4,1 км на запад от деревни расположен железнодорожный остановочный пункт Любожердье.
Ближайшие населённые пункты Лунинец, Ракитно, Язвинки и др.

## История
В 1908 году фольварок Любажерди в Кожан-Городецкой волости Пинского уезда Минской губернии.
До 11 августа 1980 года деревня входила в состав Язвинского сельсовета.

## Население

### Численность
- 2009 год — 7 жителей

### Динамика
- 1908 год — 11 жителей, 1 двор (фольварок)[2]
- 1999 год — 15 жителей (перепись населения)
- 2009 год — 7 жителей (перепись населения)[2]

## Галерея

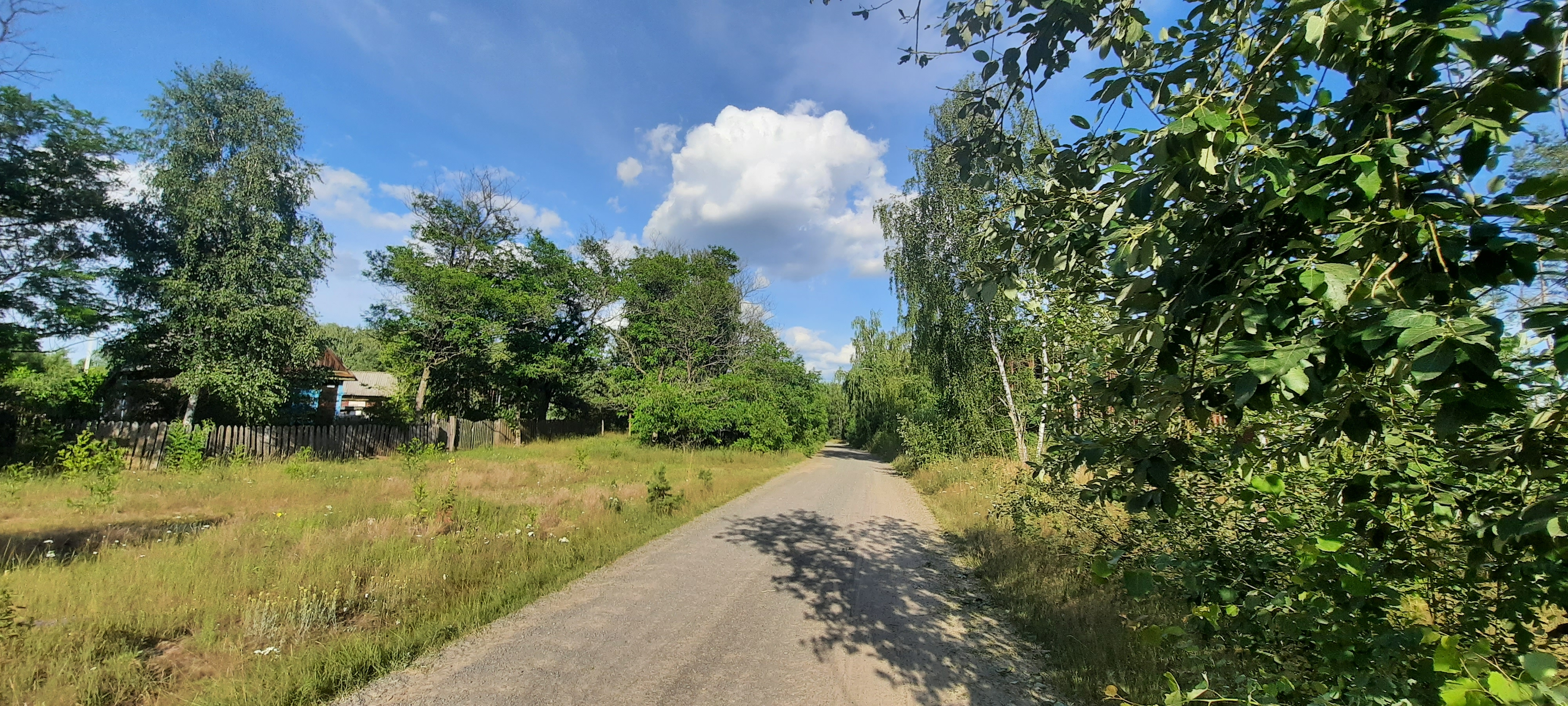
Панорама
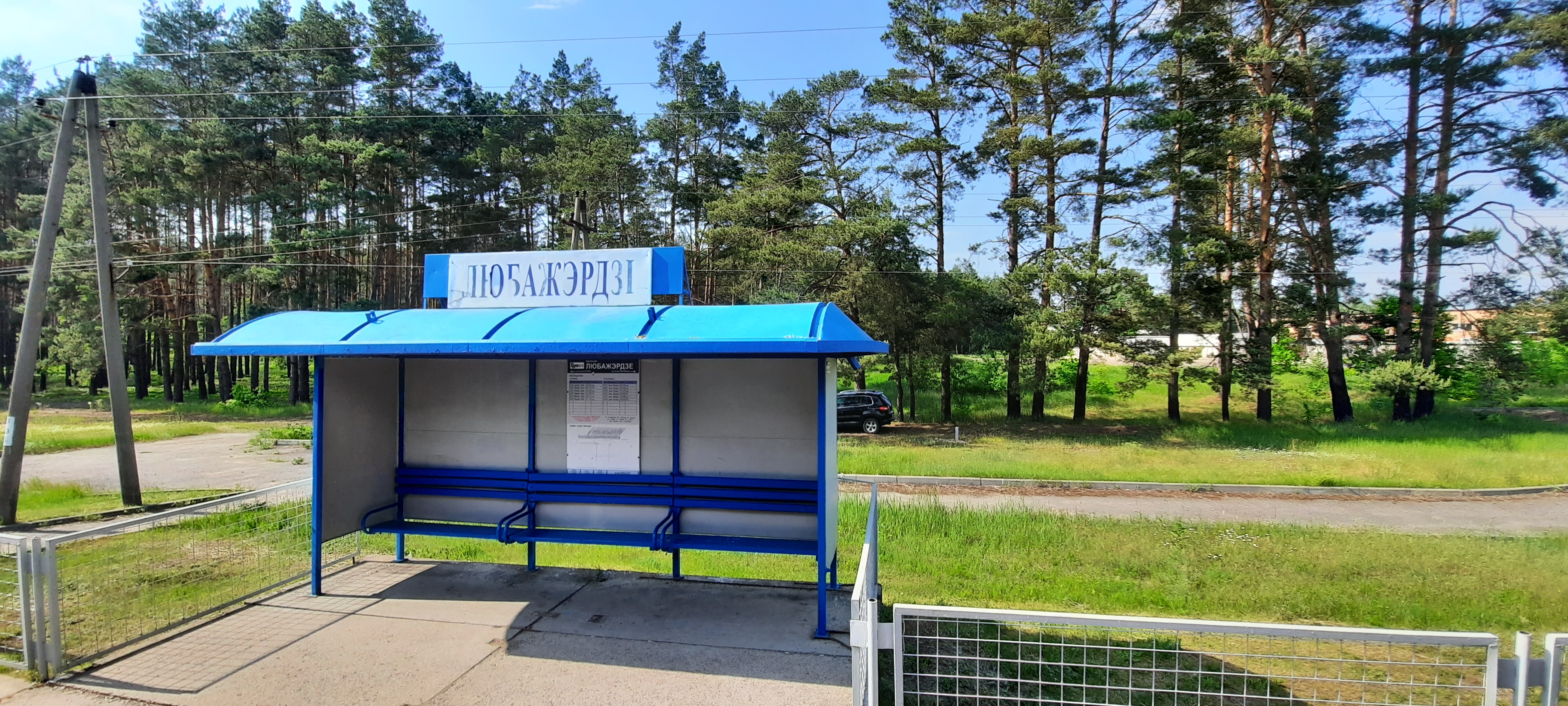
Ж/д остановочный пункт Любожердье